# مسجد رنگونی‌های آبادان
مسجد اهل‌سنت رنگونی‌های آبادان، سال ۱۲۹۱ شمسی پالایشگاه آبادان به عنوان اولین واحد تصفیه نفت ایران و مرکز عمده صدور فراورده‌های نفتی در نیمکره شرقی آغاز بکار کرد.
با مطرح شدن آبادان به عنوان یکی از شهرهای صنعتی، هزاران تبعه انگلیسی، هندی و پاکستانی به این شهر مهاجرت کردند.
از نخستین گروه‌هایی که به آبادان آمدند کارکنان پالایشگاه رانگون پایتخت کشور برمه و عمدتاً رنگونی الاصل و مسلمان بودند.
به همین لحاظ درصدد تأسیس عبادتگاه در زمین‌های شرکت نفت بآمدند و بالاخره با موافقت این شرکت، ساخت مسجد بدست کارگران
پاکستانی پالایشگاه آبادان آغاز و در سال ۱۲۹۹ خورشیدی بنای آن نهاده شد.

## سبک معماری
مسجد رنگونی‌ها، به سبک معماری شبه قاره هند با گچبری‌هایی زیبا و برجسته و آرایه‌هایی سیمانی و
منحصربفرد دارای شبستان، حیاط اصلی و مأذنه و در پیشانی بنا نقشینه‌ای منقش به آیه «بسم الله الرحمن الرحیم» می‌باشد.
متولی مسجد شیخ عبدالرشید مندل بود و امامین جماعت آن، شیخ قادری هندی، حاج آقا رنگونی و سپس محمد اسلم راجا بودند.

## ثبت مسجد رنگونی‌ها در فهرست آثار ملی
این بنای تاریخی در تاریخ ۹ فروردین ماه ۱۳۷۸ به شماره ۲۲۸۹ به عنوان یکی از آثار ملی در فهرست آثار تاریخی کشور به ثبت رسید.